# SMS S36
O SMS S36 foi um barco torpedeiro operado pela Marinha Imperial Alemã durante a Primeira Guerra Mundial, a décima segunda embarcação da classe Tipo 1913. Foi construído pela Schichau-Werke em Elbing, lançado em outubro de 1914 e comissionado na frota em janeiro seguinte. O navio participou da Batalha do Golfo de Riga em 1915 e da Batalha da Jutlândia em 1916, depois disso servindo no Canal da Mancha e participando de diversas operações. O S36 esteve presente na Batalha do Estreito de Dover em 1916, em que um contratorpedeiro e um navio mercante britânicos foram afundados. O torpedeiro foi internado em Scapa Flow na Escócia ao final da guerra e deliberadamente afundado em junho de 1919. Era armado com três canhões de 88 milímetros e seis tubos de torpedo de quinhentos milímetros, podendo ainda carregar até 24 minas.

## Características
O S36 tinha 79,2 metros de comprimento de fora a fora e 79 metros de comprimento da linha de flutuação, possuindo uma boca de 8,3 metros e um calado de 2,8 metros. Seu deslocamento padrão era de 802 toneladas, enquanto seu deslocamento carregado com suprimentos ficava em 971 toneladas. Seu sistema de propulsão era formado por duas turbinas a vapor Schichau alimentadas por três caldeiras a óleo, que giravam duas hélices e impulsionavam a embarcação até uma velocidade máxima de 33,5 nós (62 quilômetros por hora). Ele podia carregar 220 toneladas de óleo combustível, o que lhe dava um alcance de 1,1 mil milhas náuticas (dois mil quilômetros) a vinte nós (37 quilômetros por hora) e potência de 23,5 mil cavalos-vapor (17,5 mil quilowatts). O armamento consistia de três canhões SK L/45 de 88 milímetros, complementados por seis tubos de torpedo de quinhentos milímetros, com dois localizados na proa e os restantes na popa. Podia carregar até 24 minas. Sua tripulação era de 83 oficiais e marinheiros.

## História
O SMS S36 foi o último de uma meia-flotilha de seis barcos torpedeiros encomendados pela Marinha Imperial Alemã sob seu programa de construção naval de 1913 para a Schichau-Werke. Ele, junto com seu irmão SMS S35, foram vendidos para a Grécia em junho de 1914 enquanto ainda estavam em construção, porém foi tomados de volta em 10 de agosto pela Alemanha após o início da Primeira Guerra Mundial. O navio foi lançando ao mar em Elbing em 17 de outubro de 1914 e foi comissionado em 4 de janeiro de 1915. O "S" em S36 se refere ao estaleiro em que foi construído, no caso a Schichau-Werke.

### Riga e Jutlândia
O S36, como parte da 17ª Meia-Flotilha, participou em agosto de 1915 da Batalha do Golfo de Riga. Esta era uma tentativa alemã, com o apoio da Frota de Alto-Mar, para entrar no Golfo de Riga, destruir as forças russas e minar as entradas do norte do golfo para impedir a chegada de reforços inimigos. A operação terminou em fracasso com a Alemanha perdendo os torpedeiros SMS S31 e SMS V99, o caça-minas SMS S46 e também falhando em destruir os navios de guerra russos ou estabelecer o campo minado planejado.
O torpedeiro participou da Batalha da Jutlândia em 31 de maio, ainda como parte da 17ª Meia-Flotilha da 9º Flotilha. Ele operou em suporte ao I Grupo de Reconhecimento, que era formado por cruzadores de batalha. Estes, junto com o II Grupo de Reconhecimento e a 2ª e 7ª Flotilhas de Contratorpedeiros, estavam todo sob o comando do vice-almirante Franz Hipper. A 9ª Flotilha participou de um ataque de torpedos às 17h26min contra cruzadores de batalha do Reino Unido. O ataque foi atrapalhado pelos contratorpedeiros britânicos, com o SMS V29 sendo afundado por um torpedo do HMS Petard, enquanto o SMS V27 foi inutilizado e depois deliberadamente afundado pelo SMS V26. O S36 foi danificado por estilhaços, que temporariamente reduziu sua velocidade e feriu quatro tripulantes. Pelo outro lado, o o contratorpedeiro britânico HMS Nomad foi inutilizado e depois afundado. A 9ª Flotilha, mais tarde no mesmo dia, por volta das 19h, tentou outro ataque de torpedo contra os cruzadores de batalha, que foi encurtado por pouca visibilidade e por um ataque de contratorpedeiros britânicos, com o S36 lançando um torpedo contra o inimigo, mas errando o alvo. O torpedeiro participou às 20h15min de um ataque em grande escala contra a frota do Reino Unido com o objetivo de cobrir os couraçados alemães no oeste. Ele novamente disparou um torpedo que errou o alvo.

### Barragem de Dover
A 3ª e 9ª Flotilha receberam ordens em outubro de 1916 para que reforçassem as frotas alemãs em Flandres. O objetivo era desfazer a Barragem de Dover, uma série de campos minados submarinos e redes que tentavam impedir a atividade de u-boots no Canal da Mancha, e também atacar navios mercantes na área. 22 barcos torpedeiros das duas flotilhas, incluindo o S36, partiram de Wilhelmshaven em 23 de outubro, chegando na Bélgica no dia seguinte. A 9ª Flotilha participou da Batalha do Estreito de Dover no Canal da Mancha na noite do dia 26 para o 27 de outubro, sendo depois disso designada para atacar navios mercantes britânicos enquanto outros torpedeiros cuidavam da Barragem de Dover, com a 17ª Meia-Flotilha operando no Banco de Varne. As embarcações afundaram o cargueiro TSS The Queen e, na jornada de volta, encontraram o contratorpedeiro britânico HMS Nubian, que foi um de seis navios enviados de Dover em resposta aos ataques contra a barragem. O comandante do Nubian desafiou a 17ª Meia-Flotilha, sem saber a identidade deles. O contratorpedeiro foi alvejado por canhões e foi atingido por um torpedo, que o deixou inoperante. A 17ª Meia-Flotilha algum tempo depois encontrou o contratorpedeiro HMS Amazon, que novamente não tinha certeza sobre a identidade dos torpedeiros alemães, sendo igualmente muito danificado pelo fogo inimigo. Outras unidades da alemãs afundaram várias traineiras que eram parte da barragem, incluindo o contratorpedeiro HMS Flirt.

### Outras ações
A 9ª Flotilha participou nos dias 1 e 2 de novembro de uma incursão contra navios mercantes entre o Reino Unido e os Países Baixos, com outro ataque do mesmo tipo ocorrendo na noite de 23 e 24 de novembro, que neste último caso resultou em uma troca de fogo breve e inconclusiva contra traineiras armadas britânicas perto da entrada do Canal da Mancha antes dos alemães recuarem. O S36 junto com o resto da 9ª Flotilha retornaram para a Alemanha em 30 de novembro depois de mais uma incursão mau sucedida no canal quatro dias antes. No período final da guerra, a 17ª Meia-Flotilha era composta pelo S36, SMS S51, SMS S52, SMS S60 e SMS V80.

### Scapa Flow
Após a rendição da Alemanha em novembro de 1918 com o Armistício de Compiègne, o S36 foi internado na base britânica de Scapa Flow nas Ilhas Órcades, Escócia, junto com a maior parte da Frota de Alto-Mar. Os barcos torpedeiros rendidos foram deixados no Estreito de Gutter. As embarcações permaneceram em cativeiro durante as negociações que resultaram no Tratado de Versalhes. O contra-almirante Ludwig von Reuter, comandante da frota internada, acreditava que os britânicos tentariam tomar seus navios após a assinatura dos termos de paz, assim ordenou às 11h20min de 21 de junho de 1919 que todas as embarcações fossem deliberadamente afundadas. O S36 afundou, porém foi levantado do fundo de Scapa Flow em 18 de abril de 1925 pela empresa Cox & Danks e desmontado.